# Zeitschrift für Neuere Rechtsgeschichte
Die Zeitschrift für Neuere Rechtsgeschichte (ZNR) ist eine Fachzeitschrift für Rechtsgeschichte. Sie erscheint viermal jährlich (meist zwei Doppelhefte) und wird verlegt durch die Manz’sche Verlags- und Universitätsbuchhandlung. Erstmals erschien sie im Jahr 1979.
Die grundlegende Richtung der Zeitschrift liegt nach Eigendefinition „in der wissenschaftlichen Behandlung und kritischen Analyse der Rechtsentwicklung insbesondere auf den Gebieten des Privat-, Verfassungs-, Verwaltungs- und Strafrechts sowie der Verfahrensrechte vor allem in der neueren Zeit. Die Zeitschrift macht den Gegenwartsbezug der Rechtsgeschichte deutlich und gibt der Methodendiskussion Raum. Zu den Rechtsentwicklungen im deutschen Sprachraum ist in vergleichender Betrachtung die europäische Tradition einbezogen“.
Die ZNR wurde von Wilhelm Brauneder (Hrsg. bis 2018), Pio Caroni (Hrsg. bis 2005), Bernhard Diestelkamp (Hrsg. bis 1992), Clausdieter Schott (Hrsg. bis 2000) und Dietmar Willoweit (Hrsg. bis 1997) gegründet. Weitere Herausgeber waren Reiner Schulze (1993 bis 2015), Diethelm Klippel (1998 bis 2013), Jan Schröder (2001 bis 2010), Michele Luminati (2006 bis 2012), Sibylle Hofer (2011 bis 2013) und Hans-Christof Kraus (2014 bis 2020). Aktuell (2021) wird sie herausgegeben von Martin Löhnig, Bernd Mertens, Louis Pahlow und Martin P. Schnennach.